# Gatopardo Ediciones
Gatopardo Ediciones es una editorial española centrada principalmente en títulos de narrativa y ensayo no traducidos al castellano, y también en la reedición y recuperación de obras descatalogadas.

## Historia
La firma fue fundada en Barcelona en 2015 por Javier Villavecchia y Marta Obregón, y dirigida desde esa fecha por Mónica Monteys. En 2020 asumió la dirección Lucas Villavecchia, nieto de los fundadores, cuya trayectoria profesional había transitado por la Editorial DK y el grupo Random Penguin House.

## Catálogo
El catálogo de Gatopardo Ediciones se ha ido enriqueciendo lenta pero incesantemente; en marzo de 2025 podían adquirirse a través de su página web un centenar largo de títulos, todos ellos integrados en una única colección numerada. Inauguró el fondo el italiano Pietro Citati con Alejandro Magno (2015), un ensayo biográfico sobre el conquistador macedonio. Le siguieron las novelas En Peligro (2015), de Richard Hughes, y La primavera de los bárbaros (2015), de Jonas Lüscher, que había merecido el Premio Franz Hessel.
De entre los títulos de Gatopardo Ediciones que han tenido mejor acogida desde su fundación cabe destacar el libro de viajes El turista desnudo (2017), de Lawrence Osborne; las novelas Estado de malestar (2020), de Nina Lykke, y Temas de conversación (2021), de Miranda Popkey; y los ensayos Clics contra la humanidad (2021), de James Williams, y Síndrome 1933 (2024), de Siegmund Ginzberg. Los éxitos se reparten así entre los variados subgéneros del catálogo, que incluyen narrativa de no ficción, biografías, autobiografías, libros de música o de arquitectura y literatura de viajes, en consonancia con la querencia del director: «Me gusta pensar el catálogo como un cajón de sastre y definirlo por su eclecticismo».
Por lo que respecta a la recuperación de libros descatalogados, así como a la edición de obras nunca impresas en español, deben mencionarse Una vista del puerto (2016) y Un alma cándida (2018), de la británica Elizabeth Taylor (1912-1975), y cuatro libros de su compatriota Barbara Pym (1913-1980), entre ellos Mujeres excelentes (2018), que había llegado a su séptima edición en 2025. Algunos de los autores con obra rescatada por Gatopardo son Charles Dickens, Herny James, Jack London, D. H. Lawrence, E. M. Forster y Roald Dahl.